# 9307 Regiomontanus
9307 Regiomontanus (1987 QS) là một tiểu hành tinh vành đai chính được phát hiện ngày 21 tháng 8 năm 1987 bởi F. Borngen ở Tautenburg.